# 北港 (大阪市)
北港（ほくこう）は、大阪府大阪市此花区にある町名。現行行政地名は北港一丁目および北港二丁目。2019年（平成31年）3月31日現在の人口は0人である。「ほっこう」と発音されることが多い。

## 地理
此花区の西部に位置し、東に島屋、南に桜島と接している。

## 歴史
島屋町（現：島屋）地先北西の埋立地で、1943年（昭和18年）に北港本町の町名が起立。1975年（昭和50年）に島屋町の北港運河以西かつ北港通以北と北港本町を北港1 - 2丁目の現行行政地名に改編。

## 事業所
2016年（平成28年）現在の経済センサス調査による事業所数と従業員数は以下の通りである。
| 丁目       | 事業所数 | 従業員数 |
| ---------- | -------- | -------- |
| 北港一丁目 | 24事業所 | 860人    |
| 北港二丁目 | 25事業所 | 466人    |
| 計         | 49事業所 | 1,326人  |

## 交通
- 阪神高速2号淀川左岸線
北港JCT・淀川左岸舞洲出入口 - ユニバーサルシティ出口 - 島屋出入口
- 北港通

## 施設
- 北港運河公園
- 此花西部臨港緑地
- 住友商事 北港油槽所

## その他

### 日本郵便
- 〒554-0033[3]（集配局：此花郵便局[6]）